# 濉溪镇 (濉溪县)
濉溪镇，是中华人民共和国安徽省淮北市濉溪县下辖的一个乡镇级行政单位。

## 行政区划
濉溪镇下辖以下地区：
闸河东路社区、闸河西路社区、沱河西路社区、北关社区、北环社区、烈山北路社区、烈山南路社区、十南社区、沱东社区、十北社区、浍东社区、濉河西路社区、浍河西路社区、濉河中路社区、濉河东路社区、二里社区、八里社区、大街社区、南关社区、淮海南路社区、南环社区、东关社区、郭楼桥社区、蒙村、王冲村、黄桥村、杜庙村和黄桥农场。